# Singapores flagga
Singapores flagga består av ett rött och ett vitt horisontellt fält, med en vit halvmåne och fem vita stjärnor i det övre röda fältet. Flaggan antogs första gången 3 december 1959 i samband med att Singapore fick visst självstyre inom det brittiska imperiet, och stadfästes som nationsflagga när republiken blev helt självständig 9 augusti 1965. Proportionerna är 2:3.

## Symbolik
Färgerna rött och vitt är vanligt förekommenade i området och återfinns även i Indonesiens, Thailands och Malaysias flaggor. I Singapores flagga symboliserar rött dessutom broderskap och jämlikhet, och vitt står för renhet och dygd. Halvmånen fungerade ursprungligen som en signal till malayerna att Singapore inte var en kinesisk stat. Idag sägs halvmånen stå för en ung och framåtblickande nation som växer på samma sätt som en nymåne. Halvmånen är traditionellt en symbol för islam, men detta gäller inte Singapores flagga.